# Labrangia nigra
Labrangia nigra är en insektsart som beskrevs av Irena Dworakowska 1994. Labrangia nigra ingår i släktet Labrangia och familjen dvärgstritar. Inga underarter finns listade i Catalogue of Life.